# Manifestet: Sammen mod den nye totalitarisme
Manifestet: Sammen mod den nye totalisme er en politisk erklæring af 12 intelektuelle islamkritikere som respons på de voldelige uroligheder der fuldte offentliggørelsen af Jyllandspostens Muhammedtegninger. Derfor kaldes den også i Frankrig for Manifeste des douze (dansk: De tolvs manifest).
De udtalte at der er et behov for at kæmpe for sekulære etiske værdier og politisk frihed. 
Brevet blev publiceret i det franske tidsskrift Charlie Hebdo og advarer mod islamisk totalitarisme 
Charlie Hebdo magasinet var en af de mange Europæiske blade der gentrykte tegninger. De franske muslimers råd forsøgte forgæves at få domstolende til at forbyde denne genoptrykning.
.

## De tolv forfattere
- Ayaan Hirsi Ali, en somalisk forfatter der har fået asyl i Holland;
- Chahla Chafiq, en iransk forfatter som har fået asyl i Frankrig;
- Caroline Fourest, en fransk journalist;
- Bernard-Henri Lévy, en fransk intellektuel;
- Irshad Manji, er en canadisk forfatter journalist, aktivist og feminist;
- Mehdi Mozaffari, er en iransk akademiker som har fået asyl i Danmark og er professor på Aarhus Universitet;
- Maryam Namazie, en iransk kommunist menneskerettighedsaktivist;
- Taslima Nasreen, er fra Bangladesh. Hun er læge, forfatter og menneskerettighedsaktivist
- Salman Rushdie, en engelsk-indisk essayist, bestseller forfatter og ridder af England;
- Antoine Sfeir, libanesisk-fransk skribent, politisk økonomist og journalist;
- Philippe Val, en fransk journalist og redaktør;
- Ibn Warraq er en bestseller historiker og social kritiker har fået asyl i USA).

## Eksterne links
- The Full text of MANIFESTO at BBC News
- Profiles of all 12 signatories Arkiveret 26. september 2006 hos  Wayback Machine